# Pangio pathala
Pangio pathala — вид коропоподібних риб родини в'юнових (Cobitidae). Описаний у 2022 році.

## Етимологія
Видова назва походить від санскритського слова pâtâla, що означає «під ногами», вказуючи на середовище проживання у підземних водах.

## Поширення
Ендемік Індії. Описаний зі зразка, що виявлений у старому колодязі у штаті Керала.

## Опис
Pangio pathala є унікальним у своєму роді тим, що має найбільшу кількість (27) хвостових хребців. Відрізняється від P. bhujia, єдиного підземного виду Pangio, відомого досі, тим, що має чотири промені грудних плавців (проти трьох), п'ять променів анального плавника (проти шести), 67 хребців (40 черевних і 27 хвостових) (порівняно з 62–63).